# Abdal Madžíd Tabbúni
Abdal Madžíd Tabbúni, (* 17. listopadu 1945, Mécheria, Alžírsko) je alžírský politik, bývalý předseda vlády a od roku 2019 je také 8. prezidentem Alžírska.

## Životopis
Po absolvování finanční a ekonomické fakulty na státní škole správy École nationale d'administration v roce 1969, se stal generálním tajemníkem provincií Jilfy, Adraru, Batiny a Al-Masily a poté guvernérem provincií Adraru Tijaratu a Tizi Wuzu.
V roce 1991 nastoupil do funkce náměstka ministra vnitra, kde byl odpovědný za místní komunity. Od roku 1999 vystřídal několik ministerských pozic. Jako první byl ministrem komunikace a kultury, od roku 2000 do 2001 ministrem místních komunit a ministrem pro bydlení a územní plánování se stal od roku 2001 do 2002.
Ministrem se opět stal o deset let později, kdy 3. září 2012 do 25. května 2017 zastával funkci ministra pro bydlení a územní plánování. Po parlamentních volbách v květnu 2017 ho prezident Abdelazíz Buteflika jmenoval 24. května 2017 předsedou vlády. Jeho jmenování bylo alžírskými politickými elitami považováno za překvapivé, kteří očekávali, že bude znovu jmenován Abdelmalek Sellal. Nicméně jako předseda vlády působil méně než tři měsíce. Abdelazíz Buteflika ho propustil z postu premiéra a jmenoval Ahmeda Ouyahii, který ho nahradil 15. srpna 2017.
V dubnu 2019 na nátlak armády i veřejnosti, kdy po rozsáhlých protestech prezident Abdelazíz Buteflika svou kandidaturu na prezidentské volby stáhnul, odstoupil z funkce a volby byly odloženy na neurčito. Abdal Madžíd Tabbúni 27. září 2019 oznámil, že bude kandidovat v prezidentské volbě odložené na 12. prosince 2019. V prvním kole prezidentských volem získal 58,15% hlasů. Inaugurace proběhla 19. prosince, kdy obdržel Národní řád za zásluhy od zastupujícího prezidenta Abdalkádira Binsaláha.
Na dalších pět let byl znovuzvolen v prezidentských volbách, které proběhly v září 2024. Po protestech opozičních kandidátů Alžírský ústavní soud volbu potvrdil s tím, vítěz že získal 84,3 % hlasů, ačkoli dle výsledků zveřejněných volební komisí dostal 95 %.

## Vyznamenání

### Alžírská vyznamenání
- sadr Národního řádu za zásluhy[5]